# Das Modell (singel av Rammstein)
Das Modell är en singel av bandet Rammstein, senare återfunnen i samlingsboxen Original Single Kollektion. Låten är en coverversion av Kraftwerks låt med samma namn.  Enligt Rammstein själva så är deras cover den sämsta Kraftwerk någonsin har hört. Det fanns planer på att släppa en musikvideo till denna låt, men någon sådan har ännu inte sett dagens ljus. Detta beror förmodligen på att musikvideon innehöll likheter till den då nyligen avlidna prinsessan Dianas död.
Låten börjar med att Mathilde Bonnefoy, som tidigare hjälpt bandet med att översätta några låttexter på albumet Herzeleid, säger "Mesdames et messieurs, nous avons l'honneur ce soir, de vous présenter la nouvelle collection de Rammstein", vilket ger intrycket av att en klädeskollektion ska presenteras.

## Låtlista

### Promo CD
1. "Das Modell" – 4:46
2. "Kokain" – 3:09

### Enhanced CD
1. "Das Modell" – 4:46
2. "Kokain" – 3:09
3. "Alter Mann (Special Version)" (med Bobo) – 4:22
4. "Asche zu Asche" (Computerspiel für Windows)